# Трегром
Трегро́м (фр. Trégrom, брет. Tregrom) — коммуна во Франции, находится в регионе Бретань. Департамент — Кот-д’Армор. Входит в состав кантона Плестен-ле-Грев. Округ коммуны — Ланьон.
Код INSEE коммуны — 22359.

## География
Коммуна расположена приблизительно в 430 км к западу от Парижа, в 140 км северо-западнее Ренна, в 50 км к западу от Сен-Бриё.

## Население
Население коммуны на 2016 год составляло 417 человек.
| 1962 | 1968 | 1975 | 1982 | 1990 | 1999 | 2008 | 2016 |
| ---- | ---- | ---- | ---- | ---- | ---- | ---- | ---- |
| 555  | 628  | 577  | 521  | 483  | 449  | 390  | 417  |

## Экономика
В 2007 году среди 236 человек в трудоспособном возрасте (15—64 лет) 152 были экономически активными, 84 — неактивными (показатель активности — 64,4 %, в 1999 году было 67,0 %). Из 152 активных работали 128 человек (80 мужчин и 48 женщин), безработных было 24 (11 мужчин и 13 женщин). Среди 84 неактивных 15 человек были учениками или студентами, 41 — пенсионерами, 28 были неактивными по другим причинам.

## Фотогалерея

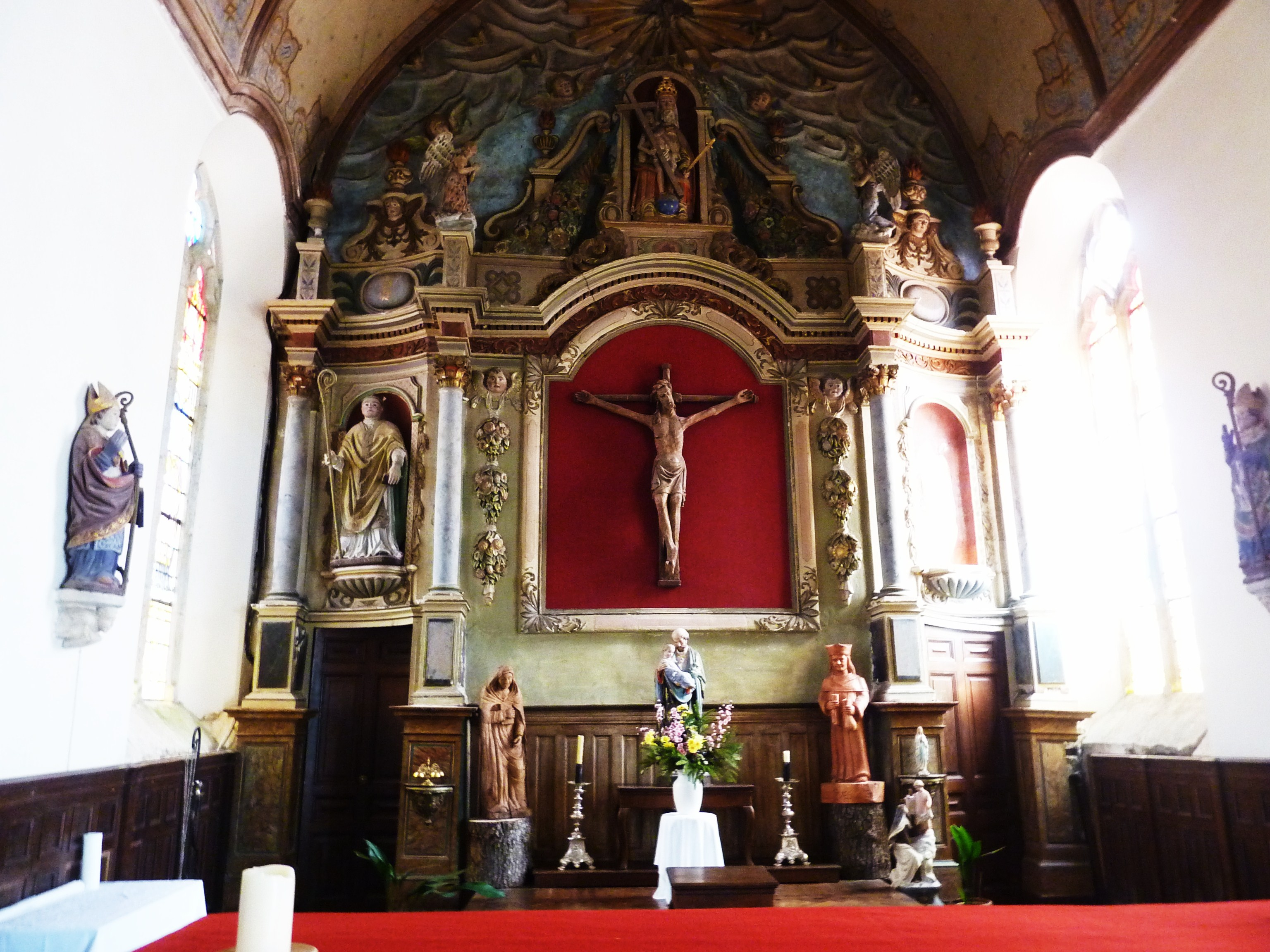
Левый боковой алтарь церкви Сен-Брандан
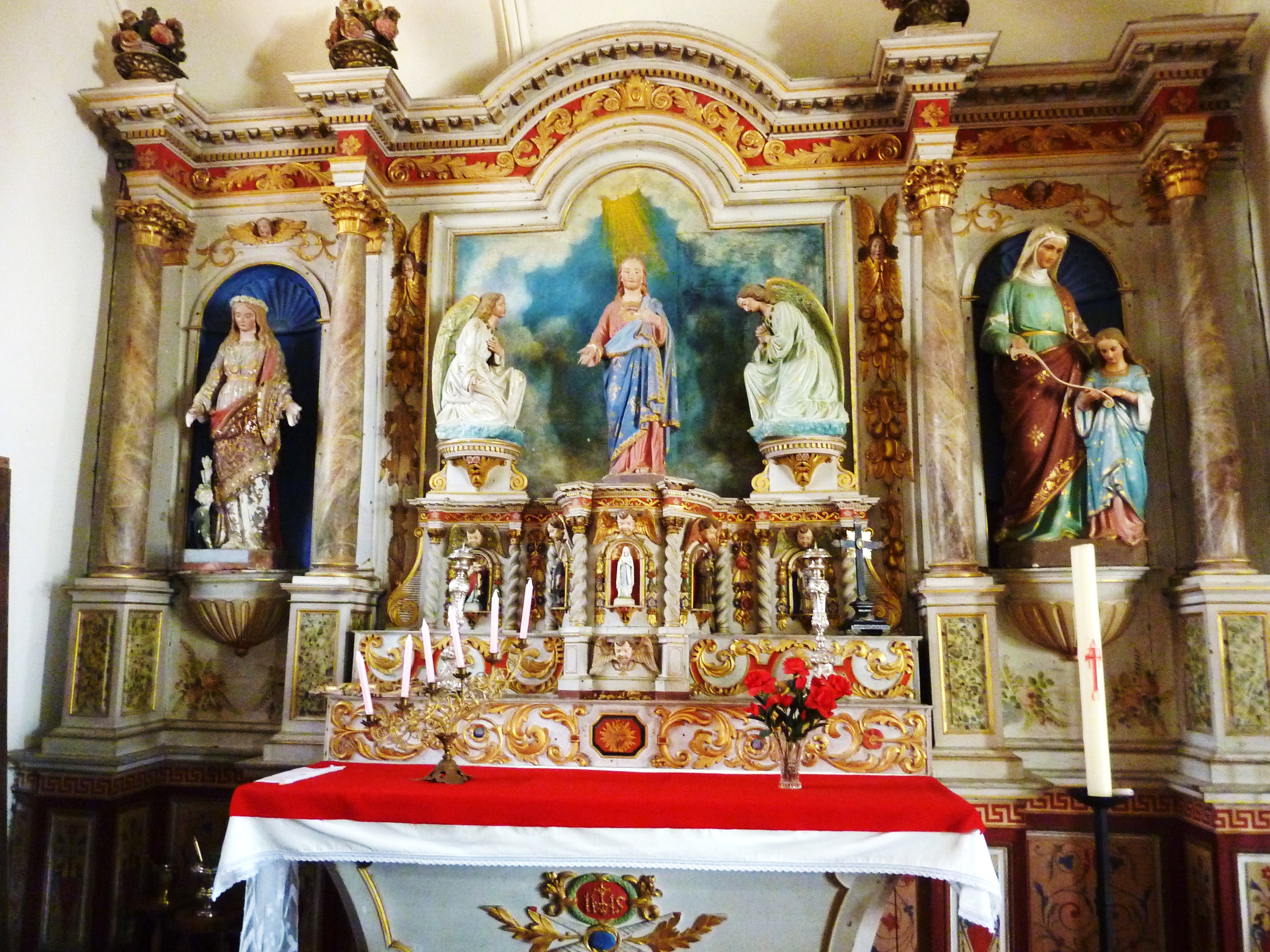
Главный алтарь церкви Сен-Брандан
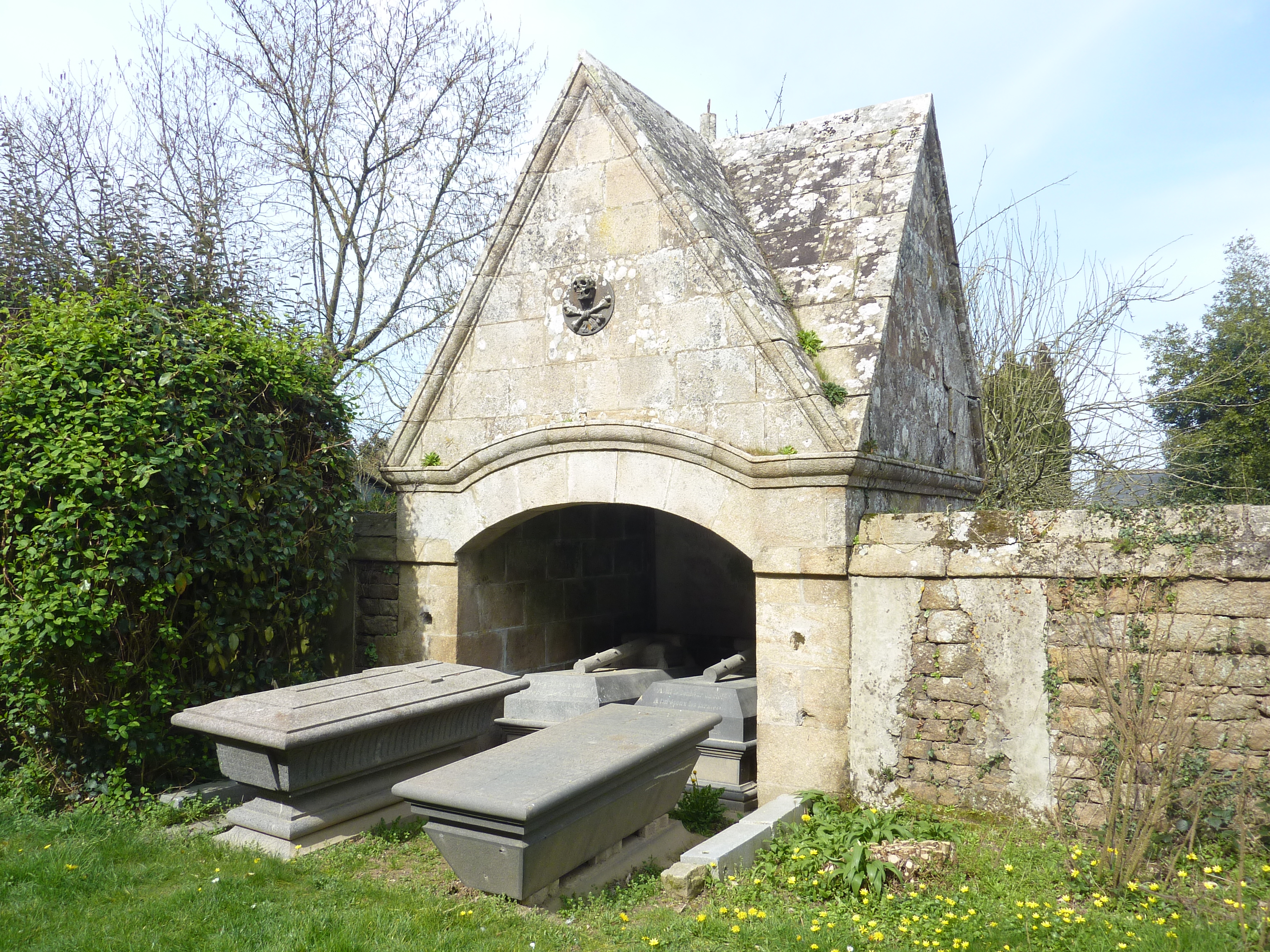
Оссуарий (саркофаги семьи Ле-Бурдоннек)